# Jean Mueller
| Entdeckte Asteroiden: 10                                   | Entdeckte Asteroiden: 10 | Entdeckte Asteroiden: 10 |
| ---------------------------------------------------------- | ------------------------ | ------------------------ |
| Nummer und Name                                            | Entdeckungsdatum         |                          |
| (4257) Ubasti                                              | 23. August 1987          |                          |
| (4558) Janesick1                                           | 12. Juli 1988            |                          |
| (6569) Ondaatje                                            | 22. Juni 1993            |                          |
| (9162) Kwiila                                              | 29. Juli 1987            |                          |
| (11028) 1987 UW                                            | 18. Oktober 1987         |                          |
| (11500) Tomaiyowit2                                        | 28. Oktober 1989         |                          |
| (12711) Tukmit                                             | 19. Januar 1991          |                          |
| (16465) 1990 FV1                                           | 24. März 1990            |                          |
| (19204) Joshuatree                                         | 21. Juni 1992            |                          |
| (24658) Misch                                              | 18. Oktober 1987         |                          |
| 1 zusammen mit Alain Maury 2 zusammen mit J. D. Mendenhall |                          |                          |

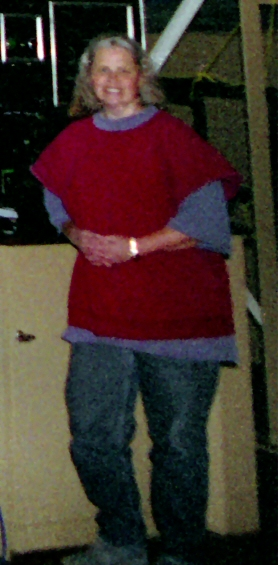
Jean Mueller, die erste weibliche Teleskop-Bedienerin am Palomar-Observatorium.

Jean E. Mueller (* 1950) ist eine US-amerikanische Astronomin.
Sie war im Jahre 1985 die erste Frau, die am Palomar-Observatorium zur Bedienung des Großteleskops eingestellt wurde, nachdem sie bereits seit 1983 in gleicher Position am Mount-Wilson-Observatorium tätig war.
Der am 12. Februar 1985 durch Carolyn Shoemaker entdeckte Asteroid (4031) Mueller wurde nach ihr benannt.

## Erfolge als Entdeckerin von Himmelskörpern
- Sie ist die Entdeckerin von 15 Kometen, sieben periodischen und acht nichtperiodischen.
- Darüber hinaus entdeckte sie im Zeitraum von 1987 bis 2003 insgesamt 10 Asteroiden, zwei davon zusammen mit ihren Kollegen.[1]
- Bis zum Jahr 2006 entdeckte sie 98 Supernovae, und war die Mitentdeckerin vom 9 weiteren.[2] Damit ist sie nahe am Rekord von Fritz Zwicky, der 121 Entdeckungen verzeichnete.